# Naturdenkmal Roth-Felsen
Das Naturdenkmal Roth-Felsen mit einer Größe von 1,05 ha liegt südöstlich von Elkeringhausen im Stadtgebiet von Winterberg. Das Gebiet wurde 2008 mit dem Landschaftsplan Winterberg durch den Hochsauerlandkreis als Naturdenkmal (ND) ausgewiesen. Zudem ist ein kleiner Bereich ein gesetzlich geschütztes Biotop nach § 62 des Landschaftsgesetzes Nordrhein-Westfalen mit der Bezeichnung GB-4817-049 und einer Größe von 0,07 ha.
Das Naturdenkmal Roth-Felsen liegt am westlichen Rand der Bergrückens Roth in rund 620 m Höhe. Die Felsklippen und Felsrippen sind bis zu 5 m hoch. Der Fels besteht aus Tonstein der Langewiese-Schichten. Auf den steinigen und flachgründigen Hang steht ein lichter alter Rotbuchen- und Traubeneichen-Wald. Im Waldbereich befinden sich auch jüngere Birken und Rotfichten beigemischst. Offene Bodenbereiche sind mit Erdflechten bewachsen. Das Gebiet ist Teil eines Themen-Wanderwegs im Zusammenhang mit der naheliegenden ehemaligen Zeche Elend.